# Вімблдонський турнір 1883
Вімблдонський турнір 1883 — 7-й розіграш Вімблдону. Турнір проходив з 7 до 16 липня. Вільям Реншоу здобув титул утретє поспіль. Гравці мінялися сторонам після кожного сету або, за вказівкою судді, після кожного гейму.

## Чолвіки, одиночний розряд

### Фінал

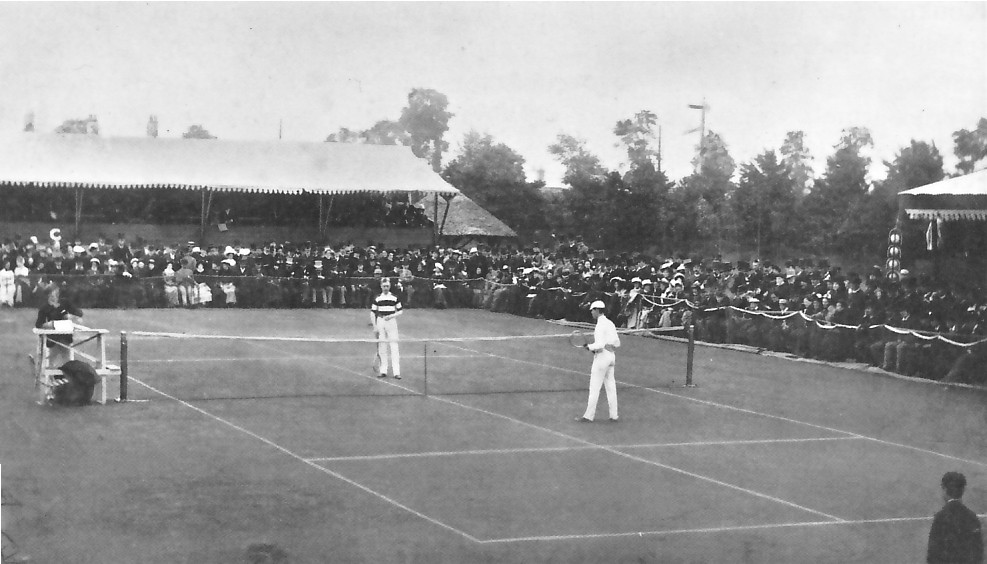
Центральний корт під час Челендж-раунду між Вільямом та Ернестом Реншоу

Вільям Реншоу переміг  Ернеста Реншоу, 2–6, 6–3, 6–3, 4–6, 6–3.

### Фінал усіх охочих
Ернест Реншоу переміг  Д. Стюарта 0–6, 6–3, 6–0, 6–2.